# Dunakiliti, Győr-Moson-Sopron
Dunakiliti  este un sat în districtul Mosonmagyaróvár, județul Győr-Moson-Sopron, Ungaria, având o populație de 1.793 de locuitori (2011).

## Demografie
Componența etnică a satului Dunakiliti
     Maghiari (89,03%)
     Slovaci (6,81%)
     Germani (2,38%)
     Necunoscut (0,49%)
     Alții (1,3%)
Componența confesională a satului Dunakiliti
     Romano-catolici (75,13%)
     Fără religie (8,42%)
     Reformați (2,4%)
     Luterani (1%)
     Necunoscută (11,99%)
     Alte religii (1,39%)
Conform recensământului din 2011, satul Dunakiliti avea 1.793 de locuitori. Din punct de vedere etnic, majoritatea locuitorilor (89,03%) erau maghiari, existând și minorități de slovaci (6,81%) și germani (2,38%). Apartenența etnică nu este cunoscută în cazul a 0,49% din locuitori.  Din punct de vedere confesional, majoritatea locuitorilor (75,13%) erau romano-catolici, existând și minorități de persoane fără religie (8,42%), reformați (2,4%) și luterani (1,0%). Pentru 11,99% din locuitori nu este cunoscută apartenența confesională.